# Eupithecia montanata
Eupithecia montanata là một loài bướm đêm trong họ Geometridae.